# Aladdin Records
Pour les articles homonymes, voir Aladin.
Aladdin Records est un label discographique américain indépendant, anciennement basé à Los Angeles, en Californie, actif entre 1945 et 1960.

## Histoire
Le label fondé en 1945 à Los Angeles par les frères Eddie et Leo Mesner. Il s'appelait à l'origine Philo Records avant de changer de nom en 1946. Aladdin est connu à l'époque dans les domaines du jazz, du rhythm and blues et du rock. Certains de ces titres sont publiés sur son sous-label Jazz : West. Aladdin Records a d'ailleurs lancé plusieurs sous-labels tels que Score (1948), Intro (1950), 7-11 (1952), Ultra (1955), Jazz : West (1955) et Lamp (1956). Outre Los Angeles, de nombreux enregistrements d'Aladdin sont produits par Cosimo Matassa à La Nouvelle-Orléans.
Le premier album d'Aladdin est réalisé par Lester Young. Les autres musiciens inscrits sur la liste comprenaient Ernie Andrews, Charles Brown, Thurston Harris, Maxwell Davis, Al Hibbler,  Billie Holiday, Lynn Hope, Jimmy Liggins, Lightnin' Hopkins, Red Nelson (Mother Fuyer) et Illinois Jacquet. En 1961, Aladdin est vendu à Imperial Records, qui est racheté par Liberty Records. Capitol rachète Liberty en 1979, et des rééditions paraissent chez Blue Note Records.

## Artistes
- Lightnin' Hopkins
- Amos Milburn
- Louis Jordan
- Wynonie Harris
- Charles Brown
- Big Joe Turner
- Dave Bartholomew
- Lester Young
- Nat King Cole
- Billie Holiday
- Calvin Boze